# Behälter- und Apparatebauer
Behälter- und Apparatebauer ist ein Ausbildungsberuf in der Fertigungstechnik. Er umfasst die Herstellung und Montage von Bauteilen und -gruppen für Behälter, Apparate und Rohrleitungen aus verschiedenen Metallen.

## Ausbildung (Deutschland)
Der Beruf ist ein dreieinhalbjähriger anerkannter Ausbildungsberuf des Handwerks. Der Unterricht findet sowohl im Ausbildungsbetrieb als auch in der Berufsschule statt (Duale Ausbildung).

### Ausbildungsinhalte
1.
- Lesen, Erstellen und Anwenden von technischen Unterlagen, wie technischen Zeichnungen, Bauplänen usw.

2.
- Trennen von Werkstoffen
- Trennen von Rohren mit Hilfe von Rohrschneidern
- Kalt- und Warmrichten von Blechen und Profilen
- Löten von Werkstoffen
- Schweißen mit Hilfe von Schweißeinrichtungen, Schweißzusatz- und -hilfsstoffen
- Behandeln von Oberflächen

3.
- Anfertigen, Herstellen und Fertigen
- Montieren und Demontieren
- Verlegen und Versetzen

von
- Bauteilen und Baugruppen
- Apparaten und Behältern
- Rohrleitungen und Armaturen

unter
- Berücksichtigung der baulichen Gegebenheiten

mit
- Hilfe von Maschinen oder von Hand

### Ausbildungaufbau

#### 1. und 2. Ausbildungsjahr
Ausbildung im Betrieb (und nach Bedarf in überbetrieblichen Lehrgängen):
- Planen und Vorbereiten des Arbeitsablaufes sowie Kontrollieren und Bewerten der Arbeitsergebnisse
- Prüfen, Messen, Lehren
- Fügen
- manuelles Spanen und Umformen
- maschinelles Bearbeiten
- Instandhalten
- manuelles und maschinelles Umformen von Blechen, Rohren und Profilen
- Lesen, Anwenden und Erstellen von technischen Unterlagen (technische Zeichnungen, Baupläne etc.)
- Schweißen, Löten, thermisches Trennen
- Elektrotechnik
- Konstruieren von Abwicklungen; Entwerfen und Fertigen von Schablonen und Zuschnitten
- Anfertigen und Montieren von Bauteilen und Baugruppen für Apparate, Behälter und Rohrleitungen
- Anfertigen, Montieren und Demontieren von Rohrleitungen mit Armaturen
- Transportieren von Apparaten, Behältern und Rohrleitungen

Ausbildung in der Berufsschule in den Lerngebieten:
- Fertigungs- und Prüftechnik
- Werkstofftechnik
- Maschinen- und Gerätetechnik
- Steuerungs- und Informationstechnik
- Elektrotechnik
- technische Kommunikation
- Rohrleitungstechnik

Zwischenprüfung vor Ende des 2. Ausbildungsjahres

#### 3. und 4. Ausbildungsjahr
Ausbildung im Betrieb und nach Bedarf in überbetrieblichen Lehrgängen:
- Vertiefen der Kenntnisse aus dem 1. und 2. Ausbildungsjahr
- Montieren von Mess-, Steuer-, Regel- und Sicherheitseinrichtungen
- Anfertigen und Montieren von Tragekonstruktionen und Befestigungen für Apparate, Behälter und Rohrleitungen
- Prüfen von Bauteilen, Baugruppen, Apparaten, Behältern und Rohrleitungen
- Prüfen von Funktionen, Inbetriebnehmen und Einstellen von Apparaten, Behältern und Anlagen
- Eingrenzen und Bestimmen von Fehlern, Störungen und deren Ursachen
- Instandsetzen von Apparaten, Behältern und Rohrleitungen
- Durchführen von Dämm- und Dichtungsmaßnahmen

Ausbildung in der Berufsschule in den Lerngebieten:
- Vertiefung der Kenntnisse aus dem 1. und 2. Ausbildungsjahr
- Behälterbautechnik
- Wärmeübertragungstechnik
- Steuerungs- und Regelungstechnik
- Apparate- und Systemtechnik

Nach dreieinhalb Ausbildungsjahren findet eine Gesellenprüfung statt.

### Nach der Ausbildung
Der ausgebildete Behälter- und Apparatebauer kann als Montagemechaniker und Anlagenmonteur, Vorarbeiter, Brennscheider, Maschinenführer, (Rohr-)Schweißer, Maschinenreinrichter oder im Kundendienst eingesetzt werden.
Später kann von dem Gesellen die Prüfung als Behälter- und Apparatebauermeister abgelegt werden. Zudem gibt es die Möglichkeit, sich selbständig zu machen und ein anschließenden Maschinenbaustudium zu beginnen.

## Voraussetzungen

### Schulische Voraussetzung
Zur Ausübung des Berufs genügt ein Hauptschulabschluss. Hinweise auf die Eignung für den Beruf sind gute Schulnoten in den Fächern Technik beziehungsweise Werken, Mathematik und Physik. Im Jahr 2015 verfügten 65 % der Auszubildenden des Berufszweigs über einen Hauptschulabschluss, 29 % über die mittlere Reife, 6 % über die Hochschulreife und weitere 6 % hatten vorher eine Berufsfachschule besucht oder ein Berufsvorbereitungsjahr absolviert.

### Persönliche Eignung, Interessen und Fähigkeiten
Die Auszubildenden sollten Interesse haben am Zuschneiden mit Scheren, Sägen, Brennschneiden und anderen Werkzeugen, dem Einbauen und Montieren von Anlagen, dem Verformen von Metallteilen (Biegen, Pressen, Walzen, Tiefziehen oder Richten), dem Prüfen von Anlagen und Bauteilen- und gruppen, der Flächen- und Volumenberechnung einzelner Anlagen und der Suche nach der Ursache von einzelnen technischen Fehlern und Störungen. Zu den geforderten Kompetenzen gehören handwerkliches Geschick, technisches Verständnis, eine gute Hand-Augen-Koordination, Körperbeherrschung und räumliche Vorstellungskraft, Sorgfalt, Umsicht, Leistungs- und Einsatzbereitschaft, eine selbstständige Arbeitsweise aber auch Teamfähigkeit für das Arbeiten in Gruppen.

### Körperliche Eignung und gesundheitliche Aspekte
Für eine ordnungsgemäße Ausführung einiger Tätigkeiten sind ausreichende Körperkraft zur Bewegung schwerer Bauteile, eine hinreichende Funktionstüchtigkeit der Arme und Hände für die Bearbeitung der Bauteile, Schwindelfreiheit für die Arbeit in großen Höhen, Nahsehvermögen um gut mit technischen Zeichnungen, Konstruktions- und Montageplänen arbeiten zu können und ein belastbares Herz-Kreislaufsystem bei körperlicher Anstrengung erforderlich. Menschen mit einer Muskelschwäche, fehlender Muskelkraft, eingeschränkter Funktionstüchtigkeit der Arme und Hände, Schwindel, Sehschwächen, chronischen Herz- und Kreislauferkrankungen, Stoffwechselkrankheiten und/oder chronischen Magen- und Darmleiden ist daher dieser Beruf aus gesundheitlichen Gründen nicht zu empfehlen. Zudem sollten sie mit Lärm, starken Gerüchen und Stäuben umgehen können. Daher ist auch meist das Tragen von Schutzkleidung und -ausrüstung (z. B. Sicherheitsschuhe mit Stahlkappen, Gehörschutz, Schutzschilde oder -brillen) notwendig. Zudem besteht bei Montagearbeiten eine Unfallgefahr und aus großen Höhen eine Absturzgefahr.

### Sonstige Voraussetzungen
Für einige Tätigkeiten kann eine Schweißberechtigung und ein Führerschein Klasse B notwendig sein.

## Berufsbild

### Einsatzbereich
Behälter- und Apparatebauer arbeiten meist in Metall- und Maschinenbauunternehmen, die z. B. Kessel, Behälter und/oder Anlagen herstellen, Gas- und Wasserinstallationsfirmen, sowie bei Heizungs- und Lüftungsanlagenbauern. Dort können sie in Fertigungshallen, Werkstätten, Baustellen oder direkt beim Kunden vor Ort aktiv sein.

### Aufgaben
Zu den Aufgaben zählen unter anderem:
- die Arbeit mit technischen Geräten, Maschinen und Anlagen (z. B. Metallbearbeitungsmaschinen wie Rohrbiegemaschinen, Biege- und Abkantpressen, Schneid- und Richtanlagen oder auch Schweißgeräte)
- Arbeiten mit technischen Zeichnungen und Plänen
- Zuschneidung durch Scheren, Sägen, Brennschneiden, Stanzen etc.
- Wartung, Reparatur, Instandhaltung von Anlagen; Qualitätsprüfung, Qualitätssicherung
- Teile für den Zusammenbau vorbereiten
- Druckprüfung
- Montage und Demontage
- Arbeitsplätze auf Montagebaustellen einrichten, ggf. Hilfskonstruktionen und Arbeitsgerüste aufstellen
- Transportieren und Sichern von Bauteilen
- Arbeiten in Gruppen und Teams
- ggf. CNC-Programmierung
- ggf. Kundenbetreuung

### Verdienst
Der Stundenlohn für eine ausgelernte Arbeitskraft liegt in Deutschland zwischen 13,95 € bis 15,73 €. Für die Ausbildung gilt in Deutschland die folgende Reglung:
1. Ausbildungsjahr: € 400 bis € 787
2. Ausbildungsjahr: € 450 bis € 830
3. Ausbildungsjahr: € 490 bis € 902
4. Ausbildungsjahr: € 535 bis € 957
Die Ausbildung im Betrieb ist für die Auszubildenden kostenfrei, allerdings können Kosten für z. B. für Lernmittel, Berufskleidung, Fahrten zur Ausbildungsstätte oder für auswärtige Unterbringung entstehen.